# Барова Наталія Олександрівна
Наталія Олександрівна Ба́рова (05 (18) грудня 1916, м. Харків — 10 квітня 1952, там само) — українська та радянська мисткиня, художниця театру, графік, живописець, художник-постановник Харківського російського драматичного театру (1944—1948), член Асоціації революційного мистецтва України (1929), Спілки художників України (1947).

## Біографія
Наталія Барова народилась 05 (18) грудня 1916 року у м. Харкові.
У 1937 році здобула освіту Харківському художньому інституті (майстерня В. Рифтіна та Юрія Садиленка).
Проте ще у 1935 році стала працювати у Ворошиловградському театрі юного глядача, а з 1936 року вона бере участь у республіканських художніх виставках. При цьому більшість художніх робіт, які датовані до 1938 року, були виконані Наталією Баровою разом із сестрою Тетяною.
У 1939 році вона переїжджає до Харкова, де працює у театрі російської драми.
У роки Другої світової війни вона працює спочатку в Українському театрі імені Т. Г, Шевченка протягом 1942-1943 років, згодом у 1943-1945 роках у Харківському театрі музичної комедії.
У 1944 році Наталія Барова стає художником-постановником Харківському російському драматичному театрі, де працює до 1948 року.
Вона також захоплювалась альпінізмом та була інструктором.
Наталія Барова померла 10 квітня 1952 року у м. Харкові від травми, яку отримала під час одного зі сходжень.

## Творчий доробок
Наталія Барова працювала у жанрах реалістичного спрямування. Так, у роботах, виконаних у декораційному живописі, намагалася відобразити історичну достовірність. Як художниця театру працювала над створенням декорацій оповідного плану, в яких відображала за допомогою світу речей конфлікт сценічної дії. Їй було притаманне використання метафор та символів.
Також вона створювала ілюстрації до спортивних книг, журналу «На суше и на море» (м. Москва) та альманаху «На просторах Родины чудесной» (м. Харків).
Наталія Барова працювала над тематичними композиціями, натюрмортами та плакатами, яким притаманна увага до деталей. Її твори знаходяться у Національному музеї Тараса Шевченка у Каневі, Харківській картинній галереї, Державному музеї театрального, музичного та кіномистецтва України у Києві.
Сценографія вистав:
- «Час, уперед!» В. Катаєва (Ворошиловградський ТЮГ, 1935)
- «Ревізор» М. Гоголя (Ворошиловградський ТЮГ, 1936)
- «Бабські плітки» К. Ґольдоні (Харківський російський драматичний театр, 1939)
- «Підступність і кохання» (Український театр імені Т. Г, Шевченка, 1942)
- «Марія Стюарт» Ф. Шіллера (Український театр імені Т. Г, Шевченка, 1942)
- оперети І. Кальмана: «Маріца», «Сільва», «Баядера» (Український театр імені Т. Г, Шевченка, 1943)
- «Піґмаліон» Б. Шоу (Харківський російський драматичний театр, 1945—1946))
- «Пляшка рому» В. Скотта (Харківський російський драматичний театр, 1945—1946)
- «Він прийшов» В. Прістлі (Харківський російський драматичний театр, 1946)
- «Російське питання» К. Симонова (Харківський російський драматичний театр, 1947)

Портрети:
- портрет акторки Ніни Томарової (1947)
- портрет акторки К. Суковської (1947)
- портрет актора Михайла Покотила (1950)

Тематичні композиції (1940-ві):
- «Зустріч у горах»
- «На льодовому маршруті. Хуртовина»
- «Гірські лижні траси»

## Відзнаки
- Друга премія Всесоюзного шекспірівського конкурсу за оформлення вистави «Приборкання норовливої» В. Шекспіра (1949)

## Пам'ять
У 1953 році у пам'ять про Наталія Барову у Харківському художньому музеї була проведена персональна посмертна виставка художніх робіт мисткині.

## Родина
Наталія Барова мала брата Кирила (1917—2006) та сестру Тетяну (? — 1938), яка загинула під час сходження на гору Ушбу.
Її дідом був український та радянський артист і режисер, народний артист РРФСР Микола Синельников (1885—1939).